# Église du Saint-Esprit de Berne
Pour les articles homonymes, voir Temple protestant du Saint-Esprit.
L'église du Saint-Esprit de Berne, en allemand Heiliggeistkirche, est un lieu de culte protestant réformé à Berne, en Suisse. C'est l'un de ses principaux monuments et l'un des principaux temples du pays. La paroisse est membre des Églises réformées Berne-Jura-Soleure, membre de l'Église évangélique réformée de Suisse.

## Histoire
En 1725, le Conseil municipal de Berne décide de construire un nouveau temple. Les plans sont réalisés par l'architecte Albrecht Stürler, qui s'inspire du temple de Charenton rasé sur ordre du roi de France Louis XIV à la révocation de l'édit de Nantes en 1685. Le temple est édifié entre 1726 et 1729 par le maître artisan de la ville Niklaus Schiltknecht (1687-1735). Il est inauguré en novembre.

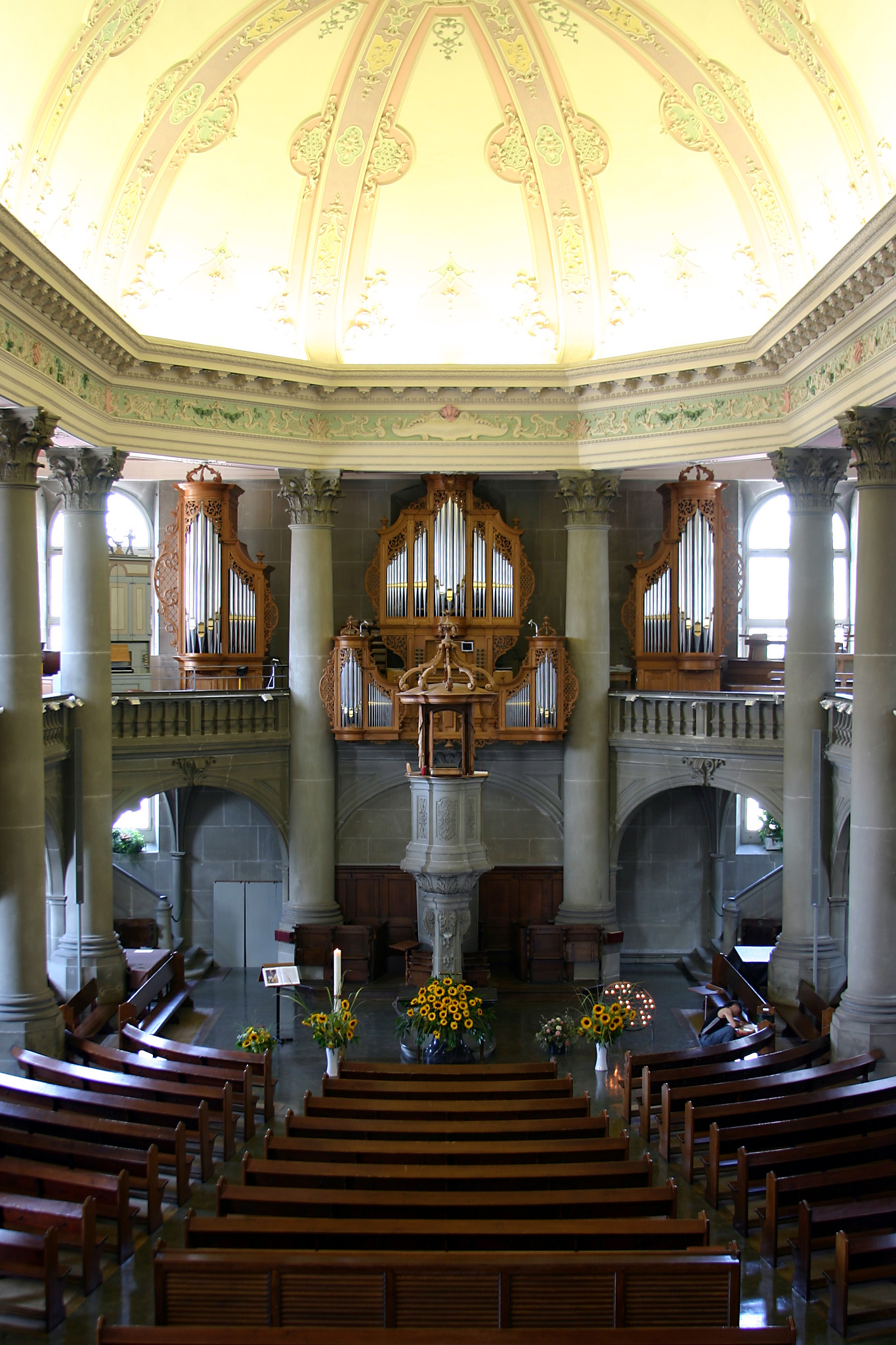
Vue intérieure, chaire et orgue.